# 臨海郡
臨海郡（りんかい-ぐん）は、中国にかつて存在した郡。三国時代から唐代にかけて、現在の浙江省南部に設置された。

## 概要
257年（太平2年）、三国の呉により会稽郡東部を分割して、臨海郡が立てられた。臨海郡は揚州に属した。
晋のとき、臨海郡は章安・臨海・始豊・永寧・寧海・松陽・安固・横陽の8県を管轄した。
南朝宋のとき、臨海郡は章安・臨海・始豊・寧海・楽安の5県を管轄した。
南朝斉のとき、臨海郡は章安・臨海・寧海・始豊・楽安の5県を管轄した。
589年（開皇9年）、隋が南朝陳を滅ぼすと、臨海郡は廃止されて、処州に編入された。592年（開皇12年）、処州は括州と改称された。607年（大業3年）に州が廃止されて郡が置かれると、括州は永嘉郡と改称された。
621年（武徳4年）、唐が李子通を平定すると、永嘉郡臨海県が海州と改められ、臨海・章安・始豊・楽安・寧海の5県を管轄した。翌年、台州と改称された。742年（天宝元年）、台州は臨海郡と改称された。758年（乾元元年）、臨海郡は台州と改称され、臨海郡の呼称は姿を消した。